# Sabine Lorenz (Schauspielerin, 1972)

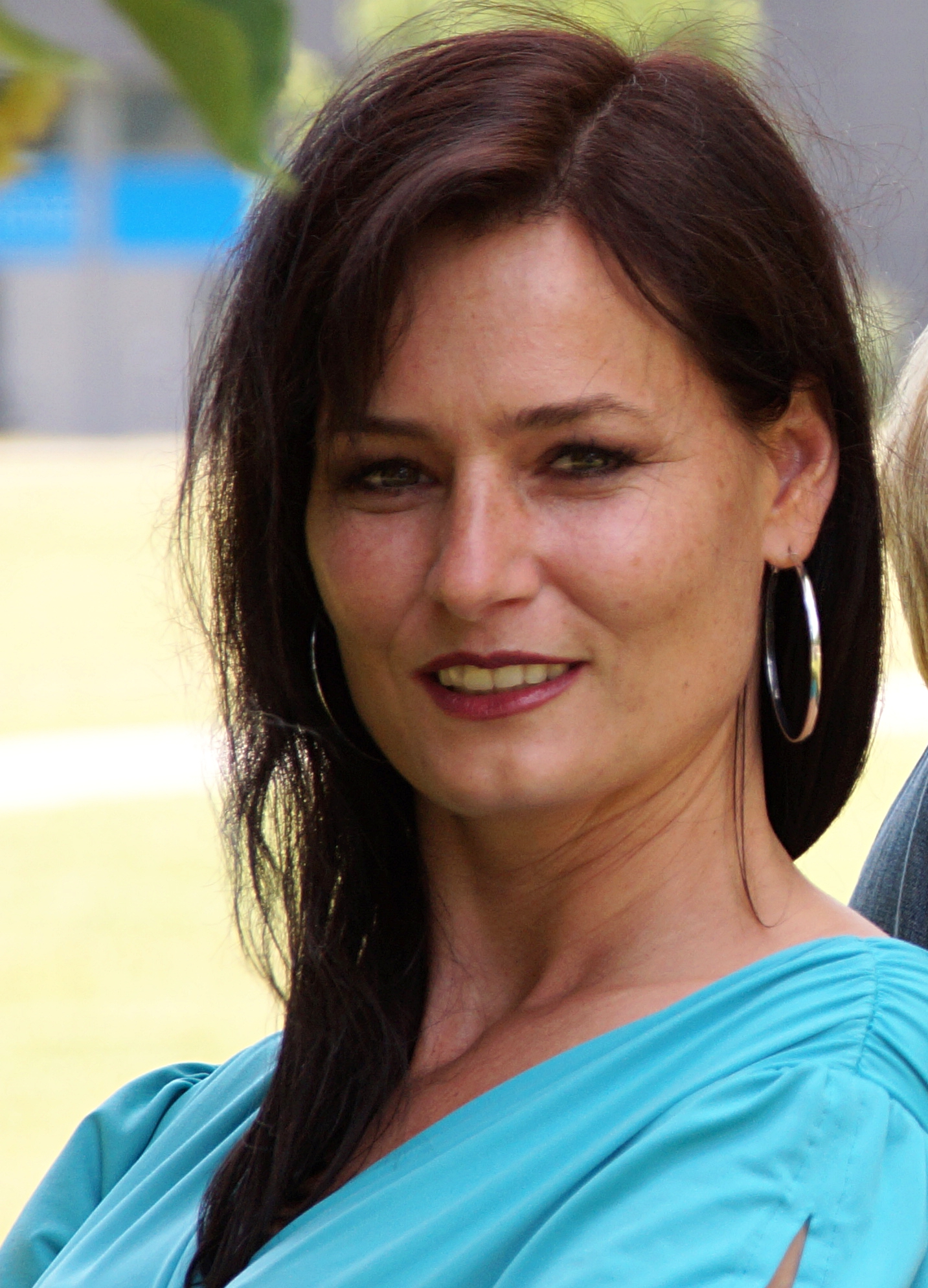
Sabine Lorenz (2015)

Sabine Lorenz (auch Sabine Krappweis), Künstlername Helen Holly Phoenix, (* 16. August 1972 in Mainz) ist eine deutsche Schauspielerin.

## Leben und Ausbildung
Helen Holly Phoenix (Sabine Lorenz) wurde als Tochter des Vulkanologen Volker Lorenz in Mainz geboren und wuchs auf dem Lerchenberg auf. Nach einer Lehre als Steuerfachgehilfin gründete sie mit Regisseur, Autor und Produzent Tommy Krappweis eine Produktionsfirma in München. Phoenix übernahm die Filmgeschäftsführung. Sie absolvierte ihr Schauspielstudium an der Schauspielschule Zerboni in München. Im zweiten Jahr ihres Studiums wurde sie mit dem Lore-Bronner-Preis als darstellende Künstlerin ausgezeichnet. Lorenz wurde nach ihrer Ausbildung an Theatern in Deutschland und der Schweiz engagiert, wie das Stadttheater Ingolstadt, Das Theater an der Effingerstrasse, das Pfalztheater in Kaiserslautern, Kreuzgangspiele Feuchtwangen, Theater Kosmos und den Weilheimer Festspielen. Zu ihren Rollen zählten Klassiker wie Martha, Medea, Kriemhild, Mirandolina, Nora, Alkmene, Gräfin Almavia, Elisabeth und Maria Stuart.
Nach den ersten Jahren auf der Bühne trat sie auch als Fernseh- und Filmschauspielerin in Erscheinung. Einer ihrer ersten Fernsehauftritte war 2005 in der Serie Balko. Es folgten Engagements in ARD-, ZDF- und Kinoproduktionen wie Die Rosenheim-Cops, Heiter bis tödlich, SOKO 5113 und Mara und der Feuerbringer, Der Kaktus. Sie arbeitete mit Regisseuren wie Franziska Buch, Sibylle Tafel, Karsten Wichniarz, Andreas Herzog, Ulli Baumann, Erik Haffner. 2014 spielte Phoenix die durchgehende Hauptrolle Edith Merkes in der ARD/WDR-Serie Die Kuhflüsterin.
Als Autorin verfasst sie Film- und Romanadaptionen für die Bühne und schrieb u. a. das Drehbuch zu ihrem selbstproduzierten zwanzigminütigen Kurzfilm anna inside/out, bei dem sie auch Regie führte und der 2009 beim Damascus International Film Festival ausgezeichnet wurde. Weitere außerfilmische Projekte war die Gründung der Festspiele Wangen im Allgäu, deren Intendanz Phoenix bis 2012 innehatte, und die Gestaltung literarisch-musikalischer Bühnenaufführungen.
Phoenix lebt in München und Lindau (Bodensee).

## Filmografie (Auswahl)
- 2023: Die Rosenheim Cops
- 2020: Der Alte
- 2019: Meiberger – Im Kopf des Täters
- 2017: WaPo Bodensee – Das Geisterschiff
- 2017: Laible und Frisch  Do Goht dr Doig
- 2016: Wapo Bodensee
- 2016: Weißblaue Geschichten – Wintergeschichten
- 2015: Leopardenblues
- 2014: Die Kuhflüsterin – Folge 1–8
- 2014: Weißblaue Geschichten – Der Weihnachtsengel
- 2013: Mara und der Feuerbringer
- 2013: Heiter bis tödlich – Hubert & Staller – Eine todsichere Masche
- 2013: Unter Verdacht – Grauzone
- 2013: SOKO 5113 – Der Schwimmer
- 2012: Wir haben gar kein Auto
- 2012, 2021: Die Rosenheim-Cops – Erben will gekonnt sein, Mörderische Gesellschaft
- 2012: Der Kaktus
- 2012: Die Garmisch-Cops – O'zapt is
- 2011: Heiter bis tödlich – Hubert & Staller – Puzzleteile
- 2010: SOKO 5113 – Untreu bis in den Tod
- 2009: Von Mäusen und Lügen
- 2009: Lowdown – Kurzfilm
- 2008: Disneys Kurze Pause
- 2007: Life Bites
- 2005: Coffeeshop – Serie
- 2005: Balko – Rache ohne Risiko
- 2004: Tramitz & friends
- 2002: Munich Mambo
- 2002: Email-Express  Kurzfilm

## Theatrografie (Auswahl)

### Als Schauspielerin
| Jahr           | Theaterstück                      | Rolle                         | Bühne |
| -------------- | --------------------------------- | ----------------------------- | --- |
| 2024           | Fairycoin (UA)                    | Die elegante Drogendealerin   | Theater Kosmos |
| 2023/24        | Wer hat Angst vor Virginia Woolf? | Martha (HR)                   | Stadttheater Ingolstadt |
| 2023           | Ist das nicht mein Leben?         | Dr. Scott (NR)                | Stadttheater Weilheim |
| 2023           | Wer hat Angst vor Virginia Woolf? | Martha (HR)                   | Theater Kosmos, Bregenz |
| 2022           | Bernarda Albas Haus               | Bernarda Alba (HR)            | Stadttheater Weilheim |
| 2022           | Don Quijote                       | Dulcinea (HR)                 | Theater Kosmos, Bregenz |
| 2021           | Der Bär                           | Popowa (HR)                   | Stadttheater Weilheim |
| 2017 – laufend | Schwester von                     | Ismene (Monolog)              | Stadttheater Ingolstadt Theater Kosmos, Bregenz Stadttheater Weilheim Stadttheater Lindau Teamtheater Bregenzerwald Festspiele |
| 2020           | Der Heiratsantrag                 | Natalia (HR)                  | Stadttheater Weilheim |
| 2020           | Infantizid, Femizid, Suizid       | Corinna (HR)                  | Theater Kosmos, Bregenz |
| 2019           | Odyssee – Ein Stück über Heimat   | Penelope (HR)                 | Theater Kosmos, Bregenz |
| 2019           | Alles kann passieren              | Diverse                       | Theater Kosmos, Bregenz |
| 2019           | Nacht ohne Sterne                 | Ärztin (HR)                   | Theater Kosmos, Bregenz |
| 2017           | Venedig im Schnee                 | Nathalie (HR)                 | Das Theater an der Effingerstrasse                                                                                             |
| 2016           | Die Troerinnen                    | Andromache (HR)               | Stadttheater Weilheim |
| 2014           | Maria Stuart                      | Maria Stuart (HR)             | Das Theater an der Effingerstrasse                                                                                             |
| 2012           | Gift                              | Sie (HR)                      | Das Theater an der Effingerstrasse                                                                                             |
| 2012           | Der tollste Tag                   | Gräfin Almaviva (HR)          | Festspiele Wangen |
| 2012           | Das Jahr magischen Denkens        | Joan (Monolog)                | Festspiele Wangen |
| 2011           | Gut gegen Nordwind                | Emmi (HR)                     | Das Theater an der Effingerstrasse                                                                                             |
| 2011           | Amphitryon                        | Alkmene (HR)                  | Festspiele Wangen |
| 2009           | Mirandolina                       | Mirandolina (HR)              | Stadttheater Weilheim |
| 2009           | Urfaust                           | Marthe Schwerdtlein (NR)      | Stadttheater Weilheim |
| 2008           | Die Nibelungen                    | Kriemhild (HR)                | Kreuzgangspiele Feuchtwangen                                                                                                   |
| 2007           | Medea                             | Medea (HR)                    | Das Theater an der Effingerstrasse                                                                                             |
| 2006           | Der Verdacht                      | Schwester Kläri               | Das Theater an der Effingerstrasse                                                                                             |
| 2006           | Nelly ist nicht Nelly             | Nelly / Juliane (HR)          | Das Theater an der Effingerstrasse                                                                                             |
| 2005           | Nora                              | Nora (HR)                     | Das Theater an der Effingerstrasse                                                                                             |
| 2005           | Der Beweis                        | Catherine (HR)                | Das Theater an der Effingerstrasse                                                                                             |
| 2003           | Vergessen                         | Joanne (HR)                   | Das Theater an der Effingerstrasse                                                                                             |
| 2001           | Heirat wider Willen               | Stephanie (HR)                | Komödie Kassel |
| 2001           | Die Häuser des Herrn Sartorius    | Blanche (HR)                  | Theater Schloss Maßbach |
| 2000           | Der Talisman                      | Constantia (NR)               | Weilheimer Festspiele |
| 2000           | Störung                           | Sophie (NR)                   | Theater und so fort |
| 2000           | Die Weihnachtsgeschichte          | Lizzy, Geist d. Vergangenheit | Stadttheater Weilheim |
| 1999           | Elektra                           | Elektra (HR)                  | Gauting |

### Als Regisseurin
| Jahr | Stück                 | Bühne                              |    |
| ---- | --------------------- | ---------------------------------- | -- |
| 2023 | Die Erwachsenen       | Theater Kosmos                     | UA |
| 2022 | Verwurzelt            | Bregenzerwald Festspiele           | UA |
| 2022 | Bernarda Albas Haus   | Stadttheater Weilheim              |    |
| 2006 | Nelly ist nicht Nelly | Das Theater an der Effingerstrasse | UA |
| 2006 | Der Verdacht          | Das Theater an der Effingerstrasse | UA |
| 2005 | Baby Jane             | Das Theater an der Effingerstrasse | UA |

### Als Autorin
| Stück                                            | Bühne                              |     | Jahr |
| ------------------------------------------------ | ---------------------------------- | --- | ---- |
| Der Beobachter (nach dem Film „Kitchen Stories“) | Theater im Keller                  |     | 2022 |
| Der Beobachter (nach dem Film „Kitchen Stories“) | Schauspielhaus Salzburg            | ÖEA | 2014 |
| Der Beobachter (nach dem Film „Kitchen Stories“) | Das Theater an der Effingerstrasse | UA  | 2007 |
| Die gelbe Tapete                                 | Das Theater an der Effingerstrasse | SEA | 2014 |
| Ein teuflischer Plan                             | Das Theater an der Effingerstrasse | UA  | 2008 |
| Der Verdacht                                     | Das Theater an der Effingerstrasse | UA  | 2006 |
| Nelly ist nicht Nelly                            | Das Theater an der Effingerstrasse | UA  | 2006 |
| Baby Jane                                        | Das Theater an der Effingerstrasse | UA  | 2005 |

## Sprecherin
Helen Holly Phoenix (vormals Sabine Lorenz) steht seit über zwanzig Jahren als Schauspielerin auf der Theaterbühne und als Sprecherin am Mikrofon. Als Kommentar- und Voice-Over-Stimme ist sie regelmäßig bei großen TV-Sendern wie ARD alpha, arte, ZDFInfo, WDR, dem Discovery Channel, ORF und RTL2 zu hören.